# Siebe Schets
Siebe Schets (Vlissingen, 7 januari 1998) is een voormalig Nederlands voetballer die doorgaans speelde als spits. Hij was in het profvoetbal actief voor FC Twente, Jong FC Twente, Go Ahead Eagles en FC Dordrecht, waarna hij in het amateurvoetbal speelde voor Kozakken Boys, VV Goes, Excelsior '31 en HSC '21.

## Clubcarrière
Schets begon met voetballen bij SV Walcheren uit Vlissingen. Daarna speelde hij in de jeugd bij JVOZ. Tussen 2010 en 2012 was hij actief voor Feyenoord, waarna hij terugkeerde naar JVOZ. In de zomer van 2013 stapte de aanvaller over naar FC Twente. In januari 2018 huurde Go Ahead Eagles hem van Twente voor het restant van het seizoen. Zijn contract bij Twente werd eind maart opgezegd, waardoor hij de Enschedese club in de zomer van 2018 zou verlaten. Drie maanden na zijn komst maakte Schets voor het eerst deel uit van de wedstrijdselectie, in de thuiswedstrijd tegen FC Eindhoven. Tijdens dit duel opende Xandro Schenk nog de score namens Go Ahead maar door een treffer van Jellert Van Landschoot en twee van Mart Lieder won Eindhoven het duel met 1–3. Schets mocht van coach Jan van Staa in de negenenzestigste minuut invallen voor Aaron Nemane. Zijn eerste basisplaats kreeg de aanvaller op 20 april 2018, op bezoek bij RKC Waalwijk. Na twintig minuten wist hij op aangeven van Robin Buwalda de score te openen. Uiteindelijk trok RKC in de tweede helft de overwinning over de streep na treffers van Dylan Seys en Irvingly van Eijma. Schets werd in de zeventigste minuut gewisseld ten faveure van Sam Hendriks. In mei 2018 tekende de aanvaller een contract voor twee seizoenen bij FC Dordrecht, met een optie op een jaar extra. Na periodes bij Kozakken Boys, VV Goes en Excelsior '31 verkaste de aanvaller medio 2022 naar HSC '21. Door aanhoudend blessureleed stopte hij aan het einde van 2022 met voetballen.

## Clubstatistieken
| Seizoen | Club            | Competitie     | Competitie | Competitie | Beker | Beker | Internationaal | Internationaal | Totaal | Totaal |
| Seizoen | Club            | Competitie     | Wed.       | Dlp.       | Wed.  | Dlp.  | Wed.           | Dlp.           | Wed.   | Dlp.   |
| ------- | --------------- | -------------- | ---------- | ---------- | ----- | ----- | -------------- | -------------- | ------ | ------ |
| 2017/18 | Go Ahead Eagles | Eerste divisie | 3          | 1          | 0     | 0     | —              | —              | 3      | 1      |
| 2018/19 | FC Dordrecht    | Eerste divisie | 18         | 1          | 1     | 0     | —              | —              | 19     | 1      |
| Totaal  | Totaal          | Totaal         | 21         | 2          | 1     | 0     | 0              | 0              | 22     | 2      |